# 中华人民共和国第十三届运动会围棋比赛
中华人民共和国第十三届运动会围棋比赛（官方另加：“群众比赛”）（简称：全运会围棋赛）于2017年7月1日至15日在天津市滨海新区举行。这是1993年之后，时隔24年围棋再次回到全运赛场。

## 奖牌榜
| 項目         | 金牌                     | 银牌                     | 铜牌                   |
| 专业男子个人 | 柯洁(云南队)             | 陈耀烨(北京队)           | 杨鼎新(重庆队)         |
| 专业女子个人 | 芮乃伟(上海队)           | 於之莹(江苏队)           | 曹又尹(北京队)         |
| 业余男子个人 | 刘云程(江苏队)           | 唐崇哲(广西队)           | 赵炎(辽宁队)           |
| 业余女子个人 | 方若曦(贵州队)           | 王梓莘(江西队)           | 张梦瑶(北京队)         |
| 业余团体     | 江苏队（刘云程，吴依铭） | 河北队（陈一纯，李雪萌） | 上海队（胡煜清，陈思） |

## 专业组

### 男子组
15人进入全国总决赛，分别是：许嘉阳、陶欣然、范廷钰、杨鼎新、李喆、范蕴若、唐韦星、陈耀烨、柁嘉熹、檀啸、谢尔豪、范胤、柯洁、韩一洲和辜梓豪；其中，柯洁（云南）、陈耀烨（北京）、檀啸（重庆）、柁嘉熹（黑龙江）、范廷钰（山东）和唐韦星（江苏）共六位围棋世界大赛冠军出战。

### 女子组
共15人晋级全国总决赛，分别是：唐奕、李赫、陆敏全、於之莹、宋容慧、陈一鸣、贾罡璐、潘阳、蔡碧涵、袁亭昱、曹又尹、张佩佩、芮乃伟、汪雨博和鲁佳。

## 业余组
以下为围棋项目男子、女子业余组对阵形势。
　　业余男子组决赛：
　　广西队 唐崇哲 VS 江苏队 刘云程
　　业余男子组3、4名决赛：
　　福建队 骆焯凡 VS 辽宁队 赵炎
　　业余男子组5、6名决赛：
　　上海队 胡煜清 VS 重庆队 于苏豪
　　业余男子组7、8名决赛：
　　甘肃队 张泰毓 VS 陕西队 王天一
　　业余女子组决赛：
　　江西队 王梓莘 VS 贵州队 方若曦
　　业余女子组3、4名决赛：
　　北京队 张梦瑶 VS 河北队 李雪萌
　　业余女子组5、6名决赛：
　　四川队 杜雪雯 VS 江苏队 吴依铭
　　业余女子组7、8名决赛：
　　辽宁队 金曦潼 VS 广西队 黎念念